# Список растений, занесённых в Красную книгу Республики Башкортостан
- Виды внесены Постановлением Правительства Республики Башкортостан от 11 сентября 2001 г. № 231.
- Растения, занесённые в Красную книгу Республики Башкортостан, подлежат особой охране.
- В список входят растения категорий 1 (находящиеся под угрозой исчезновения), 2 (уязвимые виды), 3 (редкие виды), 4 (виды или подвиды с неопределённым статусом) статусов редкости.
- В книгу включены сведения о 232 видах сосудистых растений, 24 видах мохообразных, 12 лишайников, 10 водорослей, 5 грибов.

## Сосудистые растения

### Баранцовые(Huperziaceae)
- Huperzia selago — Баранец обыкновенный

### Бобовые(Fabaceae)
- Astragalus arenarius — Астрагал песчаный
- Astragalus clerceanus — Астрагал Клера
- Astragalus cornutus — Астрагал рогоплодный
- Astragalus helmii — Астрагал Гельма
- Astragalus karelinianus — Астрагал Карелина
- Astragalus norvegicus — Астрагал норвежский
- Astragalus rupifragus — Астрагал скальный
- Astragalus varius — Астрагал ветвистый
- Glycyrrhiza korshinskyi — Солодка Коржинского
- Hedysarum argyrophyllum — Копеечник серебристолистный
- Hedysarum gmelinii — Копеечник Гмелина
- Hedysarum grandiflorum — Копеечник крупноцветковый
- Hedysarum razoumovianum — Копеечник Разумовского
- Lathyrus litvinivii — Чина Литвинова
- Lotus praetermissus — Лядвенец просмотренный
- Medicago cancellata — Люцерна сетчатая
- Melilotoides piatycarpos — Пажитник плоскоплодный
- Ononis arvensis — Стальник полевой
- Oxytropis ambigua — Остролодочник сходный
- Oxytropis approximata — Остролодочник сближенный
- Oxytropis gmelinii — Остролодочник Гмелина
- Oxytropis glabra — Остролодочник голый
- Oxytropis hippolyti — Остролодочник Ипполита
- Oxytropis uralensis — Остролодочник уральский
- Thermopsis lanceolata — Термопсис ланцетолистный
- Trifolium alpestre — Клевер альпийский
- Vicia multicaulis — Горошек многостебельный

### Бурачниковые(Boraginaceae)
- Eritrichium uralense — Незабудочник уральский

### Валериановые(Valerianaceae)
- Patrinia sibirica — Патриния сибирская
- Valeriana officinalis — Валериана лекарственная
- Valeriana tuberosa — Валериана клубненосная

### Вахтовые(Menyanthaceae)
- Nymphoides peltata — Болотоцветник щитолистный

### Вересковые(Ericaceae)
- Arctostaphylos uva-ursi — Толокнянка обыкновенная
- Arctous alpina — Арктоус альпийский
- Chamaedaphne calyculata — Хамедафне обыкновенная
- Empetrum hermaphroditum — Водяника гермафродитная
- Ledum palustre — Багульник болотный
- Oxycoccus microcarpus — Клюква мелкоплодная
- Oxycoccus palustris — Клюква болотная

### Волчниковые(Thymelaeaceae)
- Thymelaea passerina — Тимелея воробьиная

### Ворсянковые(Dipsacaceae)
- Cephalaria uralensis — Головчатка уральская

### Гвоздичные(Caryophyllaceae)
- Cerastium krylovii — Ясколка Крылова
- Cerastium uralense — Ясколка уральская
- Dianthus acicularis — Гвоздика иглолистная
- Dianthus leptopetalus — Гвоздика узколепестная
- Dianthus uralensis — Гвоздика уральская
- Gypsophila patrinii — Качим Патрэна
- Gypsophila perfoliata — Качим триждыветвистый
- Gypsophila uralensis — Качим уральский
- Minuartia helmii — Минуарция Гельма
- Minuartia krascheninnikovii — Минуарция Крашенинникова
- Silene paucifolia — Смолёвка малолистная

### Горечавковые(Gentianaceae)
- Centaurium uliginosum — Золототысячник болотный
- Gentiana decumbens — Горечавка лежачая
- Gentianopsis barbata — Горечавник бородатый
- Swertia obtusa — Сверция тупая

### Грушанковые(Pyrolaceae)
- Chimaphila umbellata — Зимолюбка зонтичная

### Губоцветные(Lamiaceae)
- Phlomis pungens — Зопник колючий
- Salvia glutinosa — Шалфей клейкий
- Scutellaria altissima — Шлемник высокий
- Teucrium scordium — Дубровник чесночный
- Thymus cimicinus — Тимьян клоповый

### Злаки(Poaceae)
- Achnatherum splendens — Чий блестящий
- Agropyron fragile — Житняк ломкий
- Alopecurus glaucus — Лисохвост сизый
- Elytrigia intermedia — Пырей средний

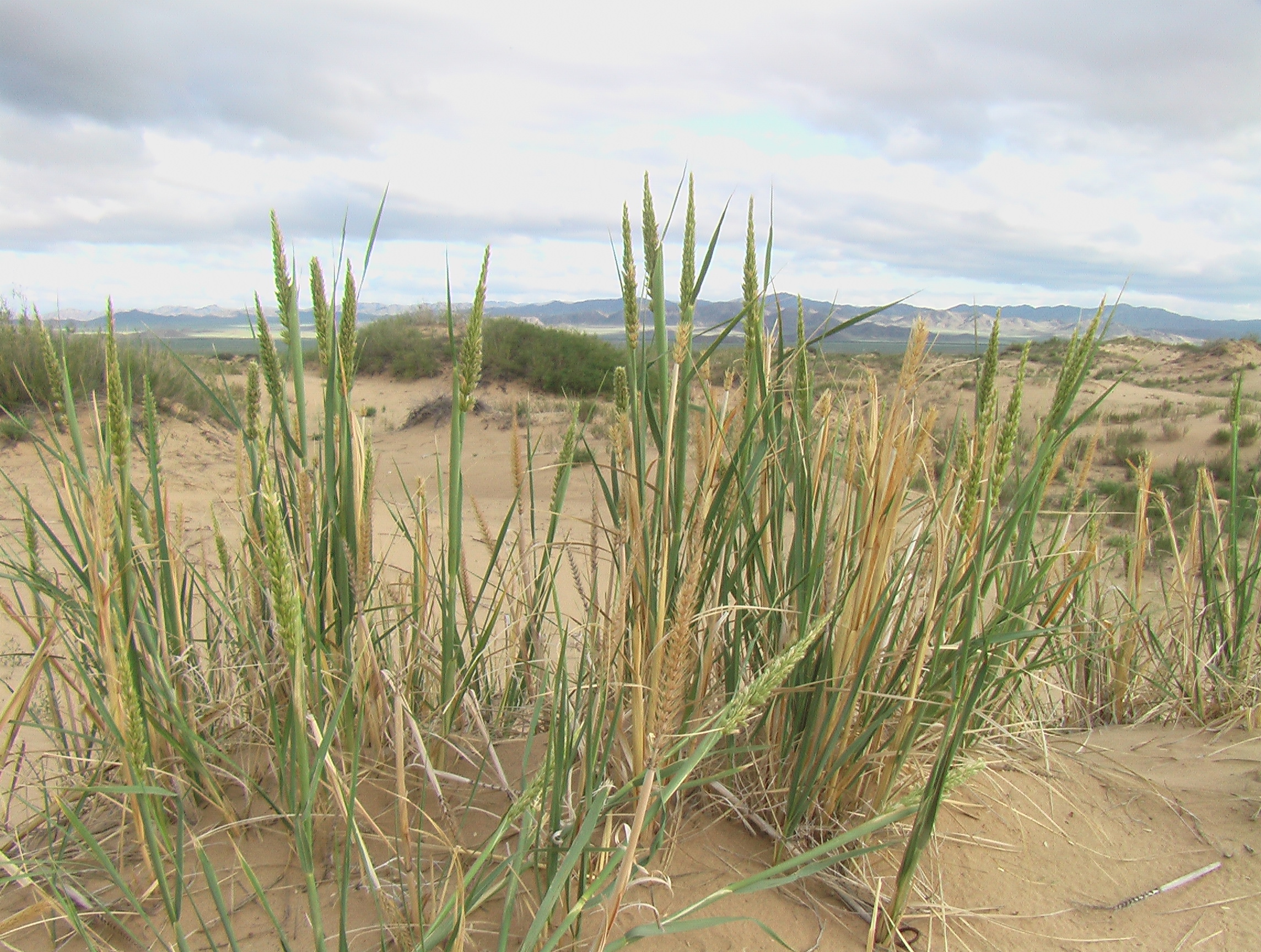
Колосняк кистистый

- Elytrigia reflexiaristata — Пырей отогнутоостый
- Koeleria ledebourii — Тонконог Ледебура
- Koeleria sclerophylla — Тонконог жестколистный
- Leymus akmolinensis — Колосняк акмолинский
- Leymus karelinii — Колосняк Карелина
- Leymus racemosus — Колосняк кистистый
- Stipa dasyphylla — Ковыль опушеннолистный
- Stipa korshinskyi — Ковыль Коржинского
- Stipa lessingiana — Ковыль Лессинга
- Stipa pennata — Ковыль перистый
- Stipa pulcherrima — Ковыль красивейший
- Stipa sareptana — Ковыль сарептский
- Stipa zalesskii — Ковыль Залесского

### Зонтичные(Apiaceae)
- Bupleurum multinerve — Володушка многожилковая
- Laser trilobum — Лазурник трёхлопастный
- Sanicula geraldii — Подлесник Жиральда
- Trinia hispida — Триния жёстковолосая

### Ивовые(Salicaceae)
- Salix arbuscula — Ива деревцевидная
- Salix arctica — Ива арктическая
- Salix myrtilloides — Ива черничная
- Salix pyrolifolia — Ива грушанколистная
- Salix starkeana — Ива Штарке

### Ирисовые(Iridaceae)

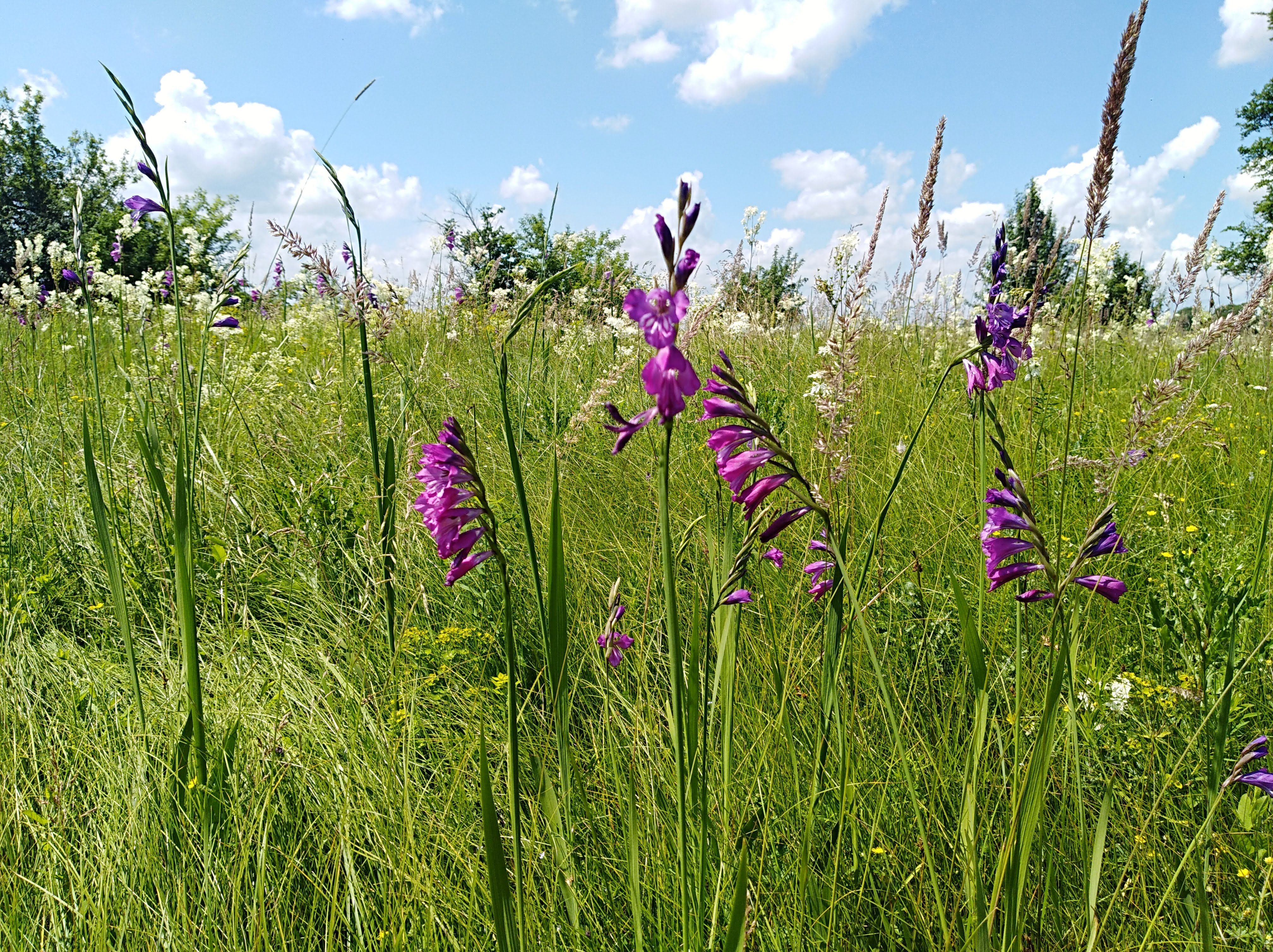
Гладиолус тонкий

- Gladiolus tenuis — Гладиолус тонкий
- Iris pseudacorus — Касатик жёлтый
- Iris pumila — Касатик низкий
- Iris sibirica — Касатик сибирский

### Камнеломковые(Saxifragaceae)
- Saxifraga hirculus — Камнеломка болотная

### Костенцовые(Aspleniaceae)
- Asplenium viride — Костенец зелёный

### Кочедыжниковые(Athyriaceae)
- Cystopteris dickieana — Пузырник Дайка
- Rhizomatopteris montana — Пузырник горный
- Rhizomatopteris sudetica — Пузырник судетский

### Крестоцветные(Brassicaceae)
- Cardamine trifida — Сердечник тройчатый
- Crambe tatarica — Катран татарский
- Schivereckia podolica — Шиверекия подольская

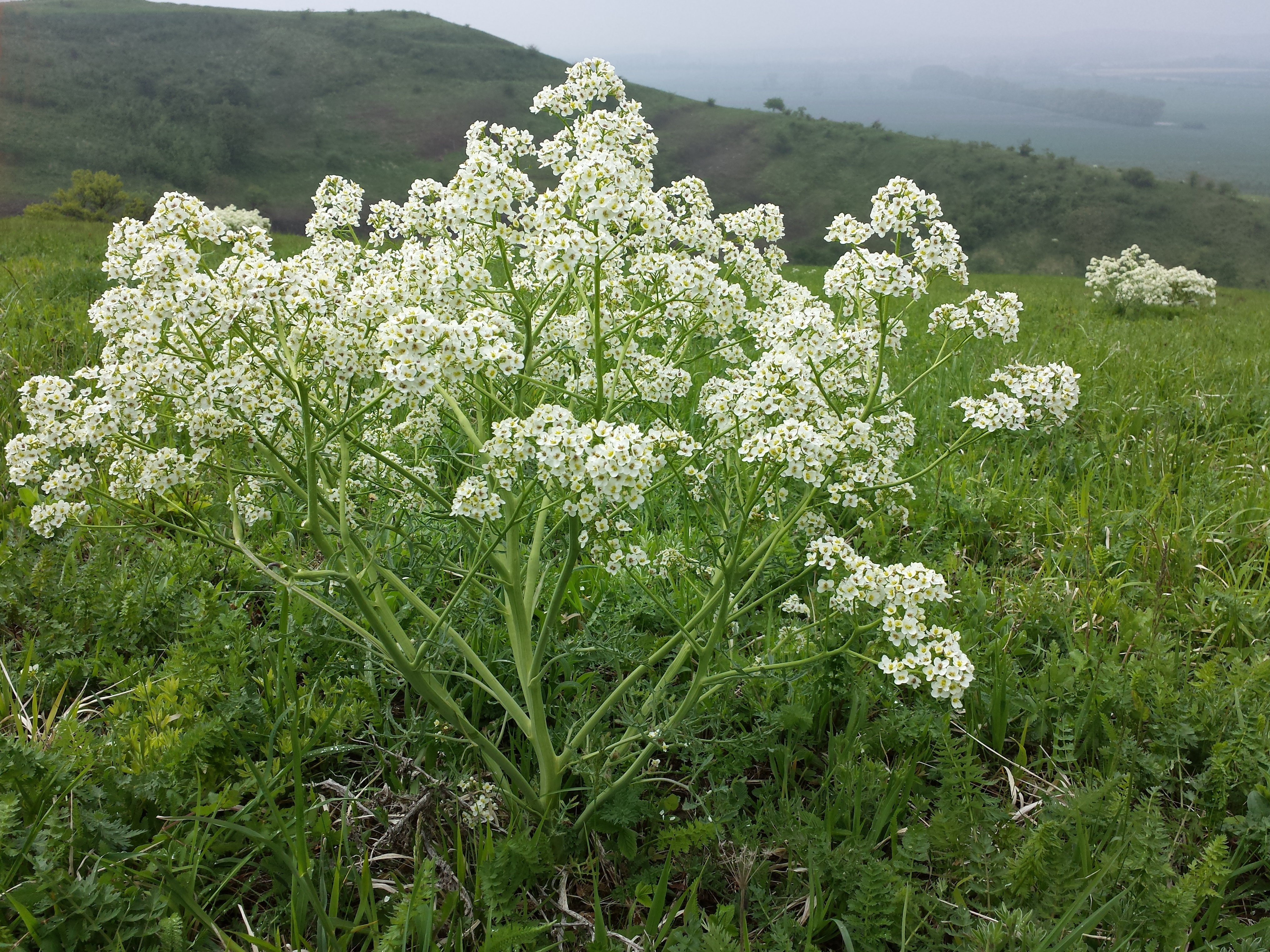
Катран татарский

- Sterigmostemum tomentosum — Стеригма войлочная
- Syrenia cana — Сирения седая

### Кувшинковые(Nymphaeaceae)
- Nuphar pumila — Кубышка малая

### Ладанниковые(Cistaceae)
- Helianthemum baschkirorum — Солнцецвет башкирский
- Helianthemum nummularium — Солнцецвет монетолистный

### Лилейные(Liliaceae)
- Fritillaria meleagroides — Рябчик малый
- Fritillaria ruthenica — Рябчик русский
- Lloydia serotina — Ллойдия поздняя
- Tulipa biebersteiniana — Тюльпан Биберштейна
- Tulipa patens — Тюльпан поникающий
- Zygadenus sibiricus — Зигаденус сибирский

### Луковые(Alliaceae)
- Allium delicatulum — Лук привлекательный
- Allium flavescens — Лук желтеющий
- Allium hymenorhizum — Лук плевокорневищный
- Allium microdictyon — Лук черемша
- Allium nutans — Лук поникающий
- Allium obliquum — Лук косой

### Льновые(Linaceae)
- Linum nervosum — Лён жилковатый
- Linum uralense — Лён уральский

### Лютиковые(Ranunculaceae)

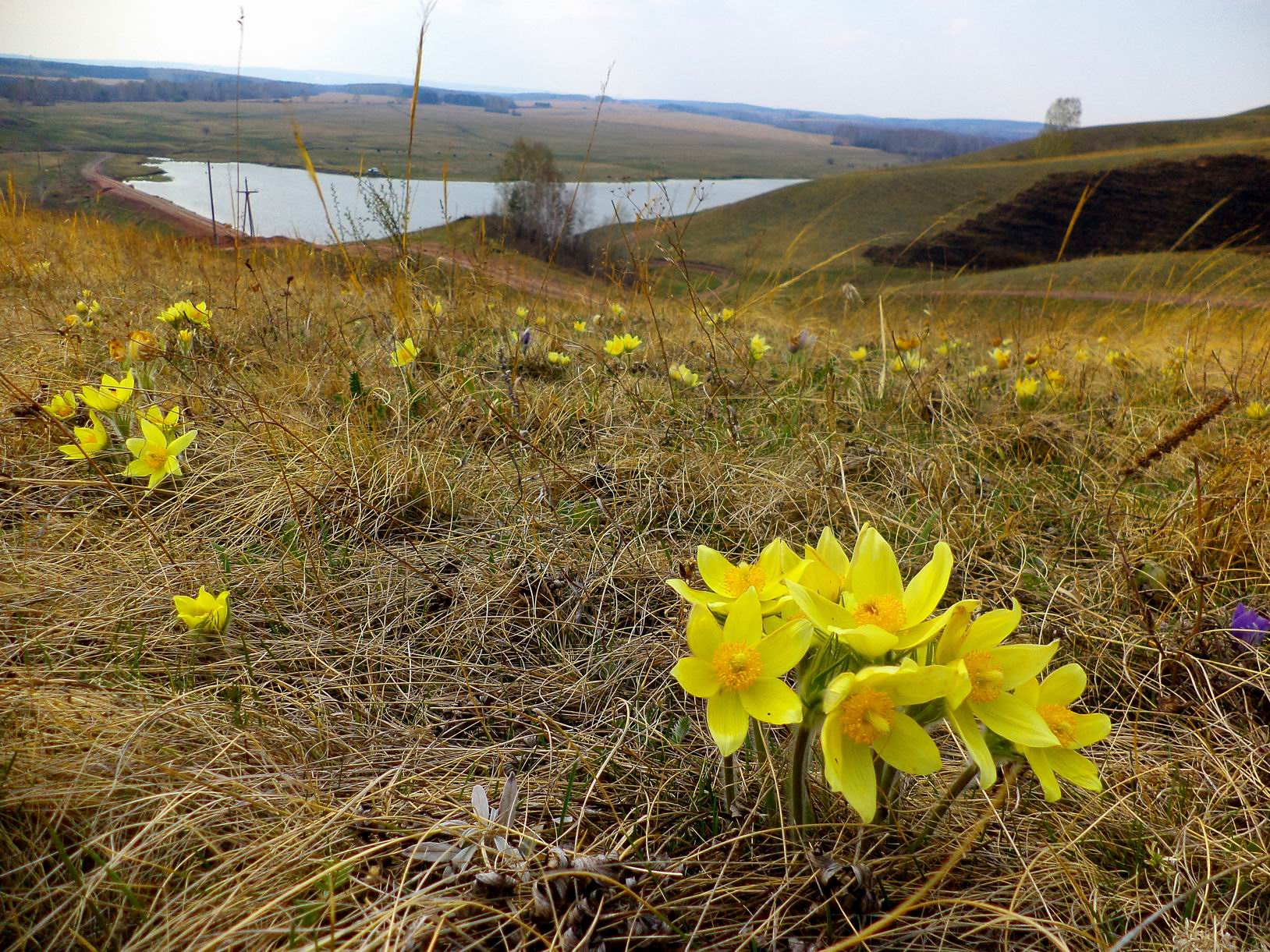
Прострел желтеющий

- Anemonoides uralensis — Ветреничка уральская
- Delphinium uralense — Живокость уральская
- Pulsatilla flavescens — Прострел желтеющий

### Мальвовые(Malvaceae)
- Alcea rugosa — Шток-роза морщинистая

### Маревые(Chenopodiaceae)
- Anabasis cretacea — Ежовник меловой

### Молочайные(Euphorbiaceae)
- Mercurialis perennis — Пролесник многолетний

### Норичниковые(Scrophulariaceae)
- Gratiola officinalis — Авран лекарственный
- Lagotis uralensis — Лаготис уральский
- Linaria altaica — Льнянка алтайская
- Linaria debilis — Льнянка слабая
- Pedicularis compacta — Мытник плотный
- Pedicularis oederi — Мытник Эдера
- Pedicularis sceptrum-carolinum — Мытник скипетровидный

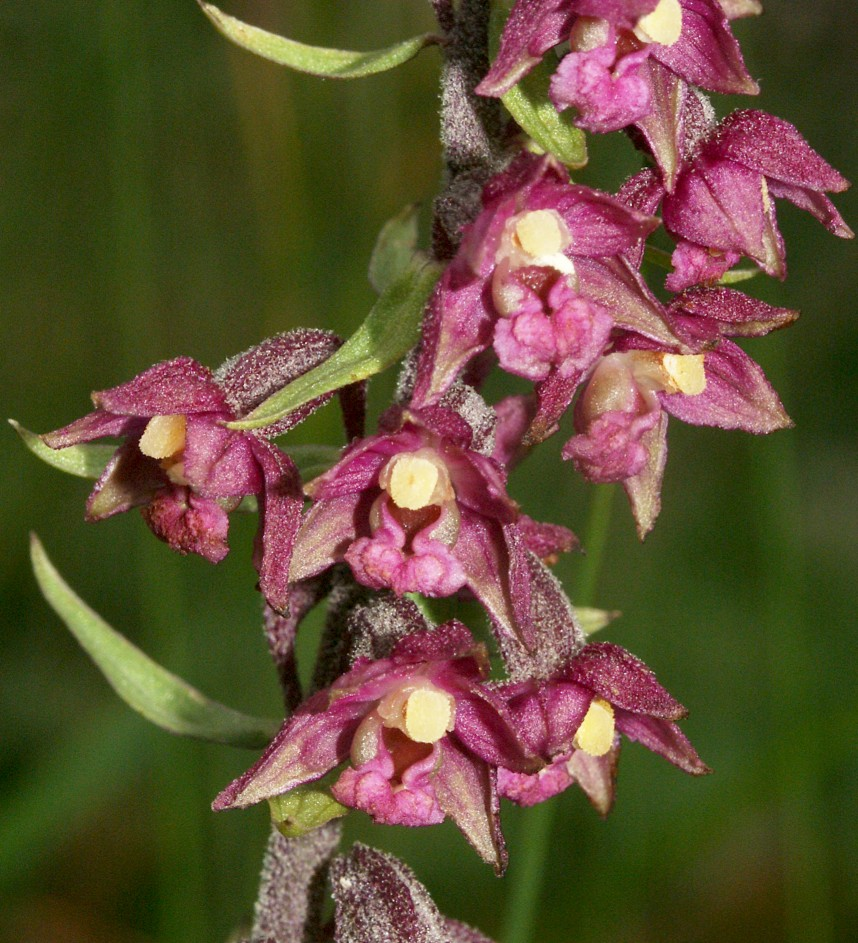
Дремлик тёмно-красный

- Scrophularia scopolii — Норичник Скополи
- Veronica urticifolia — Вероника крапиволистная

### Орхидные(Orchidaceae)
- Calypso bulbosa — Калипсо луковичная
- Cephalanthera longifolia — Пыльцеголовник длиннолистный
- Cephalanthera rubra — Пыльцеголовник красный
- Coeloglossum viride — Пололепестник зелёный
- Corallorhiza trifida — Ладьян трёхнадрезный
- Cypripedium calceolus — Венерин башмачок настоящий
- Cypripedium guttatum — Венерин башмачок пятнистый
- Cypripedium macranthon — Венерин башмачок крупноцветковый
- Dactylorhiza fuchsii — Пальчатокоренник Фукса
- Dactylorhiza longifolia — Пальчатокоренник длиннолистный
- Dactylorhiza maculata — Пальчатокоренник пятнистый
- Dactylorhiza russowii — Пальчатокоренник Руссова
- Epipactis atrorubens — Дремлик тёмно-красный
- Epipactis palustris — Дремлик болотный
- Epipogium aphyllum — Надбородник безлистный
- Goodyera repens — Гудайера ползучая
- Gymnadenia conopsea — Кокушник длиннорогий
- Gymnadenia odoratissima — Кокушник ароматнейший
- Hammarbya paludosa — Хаммарбия болотная
- Herminium monorchis — Бровник одноклубневый
- Liparis loeselii — Липарис Лезеля
- Listera cordata — Тайник сердцевидный
- Listera ovata — Тайник яйцевидный
- Malaxis monophyllos — Мякотница однолистная
- Neottianthe cucullata — Неоттианта клобучковая
- Ophrys insectifera — Офрис насекомоносная
- Orchis mascula — Ятрышник мужской
- Orchis militaris — Ятрышник шлемоносный
- Orchis ustulata — Ятрышник обожжённый
- Spiranthes amoena — Скрученник приятный

### Осоковые(Cyperaceae)
- Baeothryon alpinum — Пухонос альпийский
- Baeothryon pumilum — Пухонос приземистый
- Carex aterrima — Осока тёмная
- Carex bohemica — Осока богемская
- Carex caucasica — Осока кавказская
- Carex dioica — Осока двудомная
- Carex paupercula — Осока магелланская
- Carex pauciflora — Осока малоцветковая
- Carex serotina — Осока поздняя
- Carex tenuiflora — Осока тонкоцветковая
- Cladium mariscus — Меч-трава обыкновенная
- Eriophorum gracile — Пушица стройная
- Rhynchospora alba — Очеретник белый
- Schoenus ferrugineus — Схенус ржавый[1]

### Парнолистниковые(Zygophyllaceae)
- Zygophyllum pinnatum — Парнолистник перистый

### Первоцветные(Primulaceae)
- Androsace lehmanniana — Проломник Леманна
- Primula cortusoides — Первоцвет кортузовидный
- Primula longiscapa — Первоцвет длиннострелочный

### Пионовые(Paeoniaceae)
- Paeonia anomala — Пион Марьин-корень

### Подорожниковые(Plantaginaceae)
- Globularia punctata — Глобулярия крапчатая
- Plantago krascheninnikovii — Подорожник Крашенинникова

### Пузырчатковые(Lentibulariaceae)
- Pinguicula vulgaris — Жирянка обыкновенная
- Utricularia minor — Пузырчатка малая

### Рдестовые(Potamogetonaceae)
- Potamogeton filiformis — Рдест нитевидный

### Рогульниковые(Trapaceae)
- Trapa sibirica — Рогульник сибирский

### Розовые(Rosaceae)
- Dryas octopetala — Дриада восьмилепестная
- Malus sylvestris — Яблоня лесная

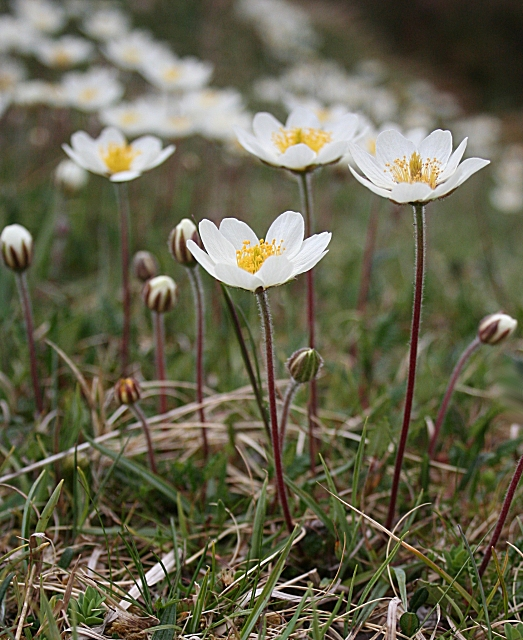
Дриада восьмилепестная

- Pentaphylloides fruticosa — Курильский чай кустарниковый
- Potentilla arenosa — Лапчатка песчанистая
- Potentilla eversmanniana — Лапчатка Эверсманна
- Potentilla sericea — Лапчатка шелковая
- Rosa pimpinellifolia — Роза колючейшая
- Rubus arcticus — Княженика
- Rubus chamaemorus — Морошка приземистая
- Rubus humulifolius — Костяника хмелелистная

### Росянковые(Droseraceae)
- Drosera anglica — Росянка английская
- Drosera rotundifolia — Росянка круглолистная

### Рутовые(Rutaceae)
- Dictamnus gymnostylis — Ясенец голостолбиковый

### Сальвиниевые(Salviniaceae)
- Salvinia natans — Сальвиния плавающая

### Свинчатковые(Plumbaginaceae)
- Goniolimon rubellum — Гониолимон красноватый
- Limonium macrorhizon — Кермек толстокорневой
- Limonium caspium — Кермек каспийский
- Limonium suffruticosum — Кермек полукустарниковый

### Синюховые(Polemoniaceae)
- Phlox sibirica — Флокс сибирский

### Сложноцветные(Asteraceae)
- Artemisia bargusinensis — Полынь баргузинская
- Artemisia pauciflora — Полынь малоцветковая
- Artemisia salsoloides — Полынь солянковидная
- Brachyactis ciliata — Коротколепестник реснитчатый
- Dendranthema zawadskii — Дендрантема Завадского
- Galatella divaricata — Солонечник растопыренный
- Helichrysum arenarium — Цмин песчаный
- Hieracium iremelense — Ястребинка иремельская
- Inula helenium — Девясил высокий
- Saussurea parviflora — Соссюрея мелкоцветковая
- Saussurea × uralensis — Соссюрея уральская
- Scorzonera glabra — Козелец голый
- Stemmacantha serratuloides — Большеголовник серпуховидный

### Толстянковые(Crassulaceae)

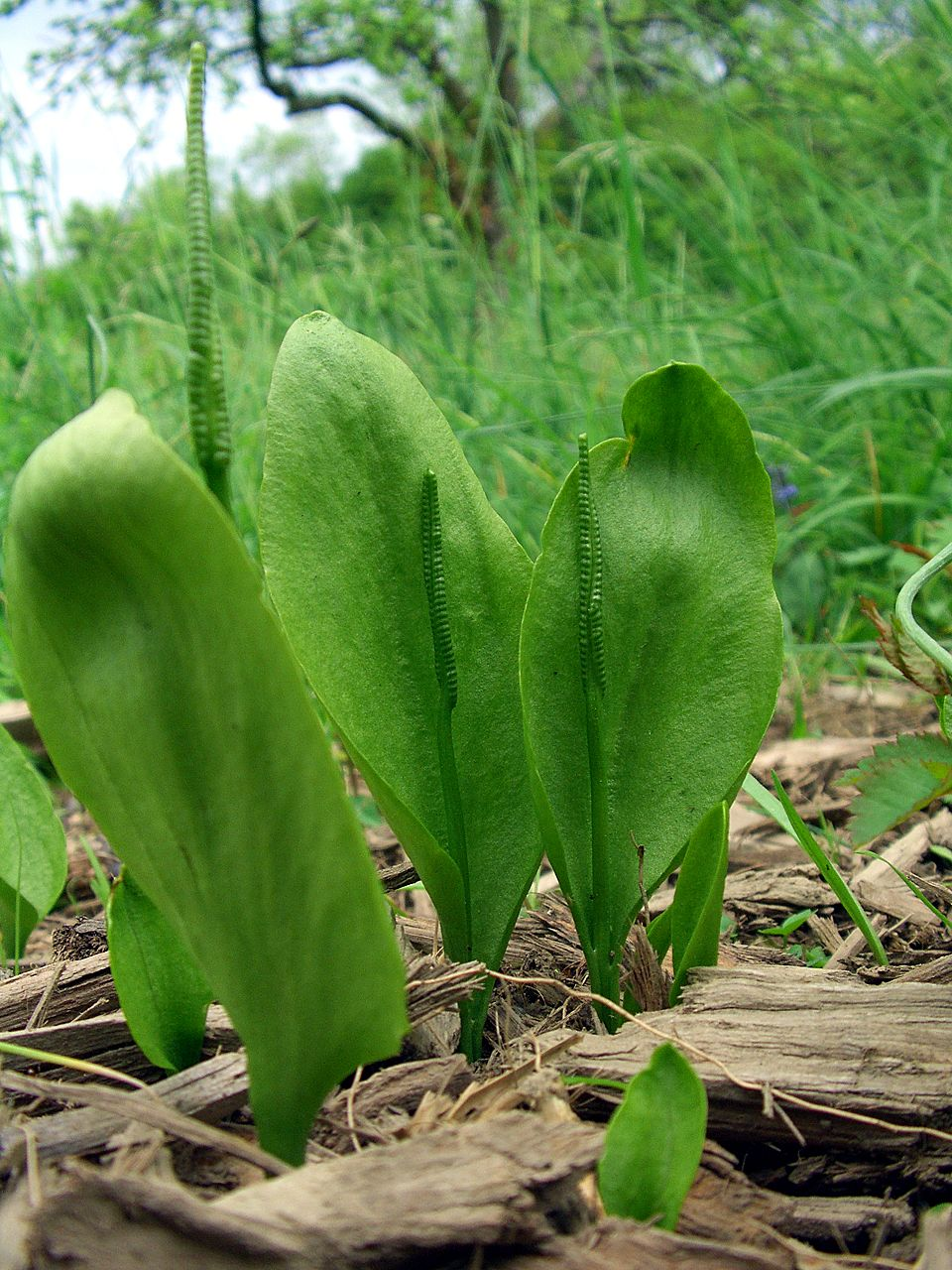
Ужовник обыкновенный

- Rhodiola iremelica — Родиола иремельская

### Ужовниковые(Ophioglossaceae)
- Botrychium lunaria — Гроздовник полулунный
- Botrychium multifidum — Гроздовник многораздельный
- Botrychium virginianum — Гроздовник виргинский
- Ophioglossum vulgatum — Ужовник обыкновенный

### Франкениевые(Frankeniaceae)
- Frankenia hirsuta — Франкения жёстковолосистая
- Frankenia pulverulenta — Франкения припудренная

### Щитовниковые(Dryopteridaceae)
- Polystichum braunii — Многорядник Брауна

### Эфедровые(Ephedraceae)
- Ephedra distachya — Хвойник двухколосковый

## Мохообразные

### КлассЛистостебельные мхи—Musci
Семейство Фунариевые — Funariaceae
- Пирамидула четырёхугольная — Pyramidula tetragona

Семейство Поттиевые — Pottiaceae
- Вейсия оттопыренная — Weissia squarrosa

Семейство Меезиевые — Meesiaceae
- Палюделла оттопыренная — Paludella squarrosa

Семейство Туидиевые — Thuidiaceae
- Циртогипнум маленький — Cyrtohypnum minutulum

Семейство Амблистегиевые — Amblystegiaceae
- Конардия плотная — Conardia compacta
- Гаматокаулис глянцеватый — Hamatocaulis vernicosus

Семейство Брахитециевые — Brachytheciaceae
- Брахитециум Гехеба — Brachythecium geheebii
- Ринхостегиум стенной — Rhynchostegium murale
- Ринхостегиум береговой — Rhynchostegium riparoides

Семейство Дикрановые — Dicranaceae
- Дикранум зелёный — Dicranum viride

Семейство Энтодонтовые — Entodontaceae
- Энтодон стройный — Entodon concinnus
- Энтодон Шлейхера — Entodon schleicheri

Семейство Фаброниевые — Fabroniaceae
- Фаброния реснитчатая — Fabronia ciliaris

Семейство Хелодиевые — Helodiaceae
- Палюстриелла незамеченная — Palustriella decipiens

Семейство Гипновые — Hypnaceae
- Герцогиелла Селигера — Herzogiella seligeri
- Пилезиелла Селвина — Pylaisiella seiwynii

Семейство Мниевые — Mniaceae
- Плагиомниум густозубчатый — Plagiomnium confertidens

Семейство Ортотриховые — Orthotrichaceae
- Ортотрихум бледноватый — Orthotrichum pallens

Семейство Сфагновые — Sphagnaceae
- Сфагнум блестящий — Sphagnum subnitens
- Сфагнум Линдберга — Sphagnum lindbergii
- Сфагнум плосколистный — Sphagnum platyphyllum

Семейство Тиммиевые — Timmiaceae
- Тиммия мекленбургская — Timmia megapolitana

### Класс Печеночники —Hepaticae
Семейство Фрулляниевые — Frullaniaceae
- Фрулляния Боландера — Frullania bolanderi

Семейство Риччиевые — Ricciaceae
- Риччия Фроста — Riccia frostii

## Водоросли

### КлассХаровые
- Хара нитевидная (Chara filiformis)

## Лишайники
Семейство Коллемовые — Collemataceae
- Лептогиум Бурнета — Leptogium burnetiae

Семейство Пармелиевые — Parmeliaceae
- Уснея цветущая — Usnea florida

Семейство Лобариевые — Lobariaceae
- Лобария легочная — Lobaria pulmonaria

Семейство Пармелиевые — Parmeliaceae
- Уснея Васмута — Usnea wasmuthii

Семейство Пармелиевые — Parmeliaceae
- Эверния растопыренная — Evernia divaricata
- Флавоцетрария снежная — Flavocetraria nivalis
- Флавопунктелия соредиозная — Flavopunctelia soredica
- Тукнерария Лаурера — Tuckneraria laureri
- Уснея лапландская — Usnea lapponica
- Вульпицида можжевельниковая — Vulpicida juniperinus

Семейство Кладониевые — Cladoniaceae
- Кладония листоватая — Cladonia foliacea

Семейство Пармелиевые — Parmeliaceae
- Пармелия грубоморщинистая — Parmelia ryssolea

## Грибы

### ОтделБазидиальные грибы—Basidiomycetes
Семейство Агариковые — Agaricaceae
- Гриб-зонтик девичий — Macrolepiota puellaris

Семейство Альбатрелловые — Albatrellaceae
- Грифола зонтичная — Grifola um bellata

Семейство Паутинниковые — Cortinariaceae
- Паутинник фиолетовый — Cortinarius violaceus

Семейство Герициевые — Hericiaceae
- Ежевик коралловидный — Hericium coralloides

Семейство Спарассиевые — Sparassiaceae
- Спарассис курчавый — Sparassis crispa